# Alexandre Feller
Alexandre Feller (Nova Trento, 28 settembre 1971) è un ex giocatore di calcio a 5 brasiliano naturalizzato italiano.

## Biografia
Grazie a un nonno originario del Trentino, emigrato in Brasile dal paese di Besenello, Feller ha ottenuto la cittadinanza italiana.
Nel 2011 fa ritorno in Brasile per assistere la moglie Alessandra, che al termine di una lunga malattia muore il 21 agosto 2012.

## Carriera

### Club
Soprannominato "Neneca", Feller ha vinto in patria oltre 50 titoli statali e due Liga Futsal, prendendo inoltre parte alla Coppa Intercontinentale vinta nel 1999 dallo Sport Club Ulbra. Acquistato dal Prato nel luglio 2003, gioca in Serie A per quasi un decennio, vincendo con le maglie di Prato, Luparense, Arzignano e Marca tre scudetti, cinque Coppe Italia e quattro Supercoppe.

### Nazionale
Dopo aver giocato ripetutamente con la Seleçao alla fine degli anni '90, per oltre un lustro Feller è stato il portiere titolare dell'Italia, indossando in alcuni incontri anche la fascia di capitano.

## Palmarès

### Competizioni nazionali
- Campionato brasiliano: 2

Ulbra: 1998
Vasco da Gama: 2000
- Campionato italiano: 3
Luparense: 2006-07, 2007-08
Marca Futsal: 2010-11
- Coppa Italia: 5
Prato: 2003-04
Luparense: 2005-06, 2007-08
Arzignano: 2008-09
Marca Futsal: 2009-10
- Supercoppa italiana: 4
Prato: 2003
Luparense: 2007
Marca Futsal: 2010, 2011

### Competizioni internazionali
- Coppa Intercontinentale: 1

Ulbra: 1999